# Blue (singel B.A.P)
Blue – siódmy singel CD południowokoreańskiej grupy B.A.P, wydany 9 września 2017 roku. Ukazał się w trzech edycjach: dwóch fizycznych (A i B) i jednej cyfrowej. Na płycie znalazły się trzy utwory, głównym utworem jest „HONEYMOON”. Sprzedał się w nakładzie 26 470 egzemplarzy w Korei Południowej (stan na wrzesień 2017 r.).

## Lista utworów
| Nr | Tytuł            | Czas |
| -- | ---------------- | ---- |
| 1. | "HONEYMOON"      | 3:24 |
| 2. | "ALL THE WAY UP" | 3:26 |
| 3. | "REWIND"         | 3:31 |

## Notowania
| Lista                    | Pozycja |
| ------------------------ | ------- |
| Gaon Weekly Album Chart  | 4       |
| Gaon Monthly Album Chart | 8       |
| Five Music (Tajwan)      | 6       |